# Розп'яття або Гіперкубічне тіло
«Розп'яття або Гіперкубічне Тіло» (Corpus Hypercubus) — картина маслом іспанського художника Сальвадора Далі, написана у 1954 році. 
Одна з кількох робіт, у яких каталонський художник наближається до тем сакрального мистецтва і водночас використовує загадкову чарівність геометричних структур.
Картина зображує Розп'яття і зберігається в Метрополітен-музеї в Нью-Йорку.
Назва полотна вказує на те, що фігура Христа (який постає з атлетичним тілом і в напрузі)  не прибита до звичайного хреста, а левітує, чарівним чином висить у повітрі поруч із конструкцією, що складається з восьми кубів, які імітують форму хреста, але які в реальності виражають представлення розвитку в тривимірному просторі твердого тіла, яке вивчається в геометрії четвертого виміру як тесеракт, тобто чотиривимірний гіперкуб.
Це тверде тіло (має вісім кубів як «грані»), яке неможливо побачити, оскільки четвертий вимір закритий для нас, а зрозумілий лише для інтуїції.

Зрозуміти зображення може допомогти аналогія з розгортанням граней куба на площині. Сюрреалістичну образотворчу мову виражає фігура Мадонни, яка постає перед нами на першому плані з сучасною зачіскою, з розкішними плащами металевих відтінків (і неважливо, впізнаємо ми в ній обличчя Гали чи ні (Далі вважав її «ідеальною»), а на тлі похмурий нічний пейзаж видніється з нескінченної шахової дошки; на задньому плані затока Портльїгат, село, ймовірно Кадакес (літня резиденція Далі). На полотні використана барокова світлотінь; все це веде до незвичайного і сугестивного способу репрезентації надзвичайної події смерті Христа, події, яка здається нам водночас людською і метафізичною.
Хрест, утворений тривимірним розгортанням гіперкуба, височіє високо в темному небі, проектуючи свою тінь на холодну геометрію підлоги, ніби підкреслюючи разом із незвіданістю різних просторових вимірів нерозбірливість відстані між природним і надприродним. Обличчя Ісуса відвернене від глядача, що робить його повністю закритим. Терновий вінець відсутній на голові Христа, як і цвяхи на його руках і ногах, тому його тіло повністю позбавлене ран, які часто тісно пов’язані з розп’яттям. До речі, з Христосом Святого Іоанна від Хреста митець зробив те саме, щоб залишити лише «метафізичну красу Христа-Бога». 
Погляд глядача може швидко звернутись на коліна Христа, які мають гротескне перебільшення гіперреалістичних деталей. При уважному розгляді оригінальної картини п’ять різних зображень дружини Далі Гали з’являються на правому коліні Христа, а п’ять різних зображень самого Далі з’являються на лівому коліні; найвидатнішими двома є спина/шия/потилиця Гали з витягнутою вгору правою рукою та власне обличчя Далі з його фірмовими вусами. Додаткові вбудовані зображення важче побачити на репродукціях або відбитках низької якості.
Найразючіша зміна, яку Далі робить майже з усіх інших картин розп’яття, стосується хреста, який він перетворює на розгорнуту сітку тессеракта (також відомого як гіперкуб). Розкладання тессеракта на вісім кубів аналогічно розкладанню сторін куба на шість квадратів. Використання гіперкуба для хреста тлумачиться як геометричний символ трансцендентної природи Бога. Подібно до того, як поняття Бога існує в незбагненному для людини просторі, гіперкуб існує в чотирьох просторових вимірах, які однаково недоступні розуму. Сітка гіперкуба є його тривимірним зображенням, подібно до того, як Христос є людською формою Бога, яка більш схожа на людей.
Слово «корпус» у назві може стосуватися як тіла Христа, так і геометричних фігур, підсилюючи зв’язок, який Далі встановлює між релігією, математикою та наукою. Левітація Христа над Землею могла б символізувати Його піднесення над земними бажаннями та стражданнями. Мотив куба присутній і в інших місцях: на одному стоїть Гала, а шахівниця складається з квадратів.
Розп'яття - одна з найвідоміших робіт Далі наприкінці його творчості. Протягом 1940-х і 1950-х років інтерес Далі до традиційного сюрреалізму зменшився, і він захопився ядерною наукою, відчуваючи, що «відтоді атом став [його] улюбленою їжею для роздумів». Атомне бомбардування наприкінці Другої світової війни залишило незабутнє враження; його есе 1951 року «Містичний маніфест» представив теорію мистецтва, яку він назвав «ядерним містицизмом», яка поєднала його інтереси до католицизму, математики, науки та каталонської культури в спробі відновити класичні цінності та методи, які він широко використовував у Corpus Hypercubus. Того ж року, щоб пропагувати ядерний містицизм і пояснити «повернення до руху духовного класицизму» в сучасному мистецтві, він подорожував Сполученими Штатами з лекціями. Перед написанням «Гіперкубового тіла» Далі оголосив про свій намір зобразити Христа, що вибухає, використовуючи обидві класичні техніки живопису разом із мотивом куба, і він заявив, що «ця картина буде великою метафізичною роботою [його] літа». Особливий вплив на Далі мав «Трактат про кубічні форми» Хуана де Еррери. Далі сказав про це полотно: «Я намалював гіперкубічний хрест, на якому тіло Христа метафізично перетворено на дев’ятий куб, дотримуючись приписів і дискурсів про кубічну форму Хуана де Еррери, будівельника Ескоріала, натхненного Рамоном Луллем».
4 вересня, несподівано вдається написати груди в Corpus hypercubus ще краще за те, на що я сподівався.
11 вересня, знову працюю над лівим стегном. І воно ще раз, підсохнувши, видає пляму. Потрібно цю пляму обробити картоплею та переписати. 
12 вересня, знову пишу жовте драпірування, воно стає все кращим. 
17 вересня, пишу драпірування та тіні рук.
20 вересня, займаюся надживописом куба з його лівою тінню. Увечері пишу те, що накидав учора, тобто пов'язку, що прикриває стегна. 
Ніколи ще Далі так педантично не літописав процес своєї роботи над картиною. Після завершення «Гіперкубічного корпусу» Далі описав свою роботу як «метафізичний трансцендентний кубізм».